# Richard Grieco
Richard John Grieco Junior, lepiej znany jako Richard Grieco (ur. 23 marca 1965 w Watertown) – amerykański aktor i producent telewizyjny i filmowy, piosenkarz i model.

## Życiorys

### Wczesne lata
Przyszedł na świat w Watertown w Nowym Jorku jako jedno z czworga dzieci Carolyn A. (z domu O’Reilly) i Richarda Johna Grieco Seniora. Jego matka była pochodzenia irlandzkiego, a także angielskiego i francuskiego, a ojciec był Włochem. Jego ojciec pracował w administracji szkoły katolickiej, a matka jako agentka nieruchomości. Dorastał wraz z dwiema siostrami - Elizabeth i Laurą oraz bratem Davidem. Ukończył Immaculate Heart High School w Watertown. Uczęszczał do Central Connecticut College w New Britain, w stanie Connecticut i ukończył wydział nauk politycznych. Grał dla ich drużyny piłkarskiej jako linebacker i obrońca.

### Kariera
Wstąpił na dzienny kurs aktorski z Alice Spieack, Warrenem Robertsonem i Wallym Straussem, a wieczorami podawał pizzę w małym barze w Greenwich Village. Swoją karierę rozpoczął jako model agencji Elite, reklamujący wyroby Giorgio Armaniego, Calvina Kleina i Chanel. Nie przyznawał się, że nocuje w kościele przy Park Avenue.
Z uporem brał udział w przesłuchaniach. Za trzecim razem dostał rolę Ricka Gardnera w operze mydlanej ABC Tylko jedno życie (One Life to Live, 1986-87). Sławę zdobył kreacją oficera detektywa Dennisa Bookera w serialu Fox 21 Jump Street (1988–1989) i spin-off Booker (1989–1990). Był na okładkach magazynów: niemieckim „Bravo” (w styczniu, lutym, marcu, maju, lipcu i grudniu 1991, w kwietniu 1992, w marcu i maju 1993), „Seventeen” (w lutym 1991), niemieckim „Pop/Rocky” (w styczniu 1991, w styczniu 1994), tureckim „7 Gong” (1991), meksykańskim „Eres” (w grudniu 1991), francuskim „Salut!” (w listopadzie 1992), francuskim „Télé 7” (w listopadzie 1992), belgijskim „Joepie” (w styczniu 1994) czy „Playgirl” (w lipcu 1995).
Na kinowym ekranie wystąpił po raz pierwszy w roli nastoletniego agenta Michaela Corbena w komedii sensacyjnej fantasy Szpieg bez matury' (If Looks Could Kill, 1991), nominowanym do Nagrody Saturna w kategorii najlepszy film fantasy. W dramacie kryminalnym Gangsterzy (Mobsters, 1991) wystąpił jako młody Bootlegger i mafioso żydowski Benjamin „Bugsy” Siegel. W 1991 był nominowany do niemieckiej nagrody Bravo Otto i został uhonorowany nagrodą ShoWest jako gwiazda jutra. Odrzucił propozycję zagrania roli policjanta Jacka Travena w filmie Speed: Niebezpieczna prędkość (1994).
W 1994 podpisał kontrakt płytowy z Edel Record Company na wydanie singla w Niemczech i wraz z zespołem Dunmore Band nagrał album CD pt. Waiting for the Sky to Fall.
Był Sindbadem Żeglarzem w filmie przygodowym fantasy Sindbad i rycerze mroku (Sinbad: The Battle of the Dark Knights, 1998) z Deanem Stockwellem i Mickeyem Rooneyem. W komedii Odlotowy duet (A Night at the Roxbury, 1998) Grieco jest uwielbiany przez głównych bohaterów; jego styl życia („Markowe ubranie, samochody, dziewczyny”) było to, do czego bracia Butabi - Doug (Chris Kattan) i Steve (Will Ferrell) chcieli dotrzeć. W Kiss Kiss Bang Bang (2005) pojawił się jako aktor filmów klasy B. Wystąpił w roli Steve’a Botando w sitcomie Warner Bros. Weronika Mars (Veronica Mars, 2006-2007).
W 2009, kilka lat po namowie przez Dennisa Hoppera, Grieco otwarcie ujawnił, że zajmuje się malarstwem od 1991, a swoje dzieło nazwał abstrakcyjnym emocjonalizmem.
W lipcu 2020 nagrał singiel „Six Feet Away”.

## Życie prywatne
Spotykał się z Christiną Applegate (1988-89), Lynette Walden (1990-91), Adeline Blondieau (1992-93), Katie Wagner (1993), Terry Farrell (1993-94), Yasmine Bleeth (1996-2000) i Stephanie Niznik (2001-2007). Ze związku z Kimber Sissons (1989-98) ma syna Dylana Justice Sissonsa (ur. 1999). Zamieszkał w Los Angeles w Kalifornii.
5 grudnia 2019 spędził noc w komisariacie, podczas gdy chciał lecieć samolotem z Dallas do Pensylwanii, a był pod wpływem alkoholu i obrażał pracowników lotniska.

## Wybrana filmografia

### Filmy fabularne
- 1991: Szpieg bez matury' (If Looks Could Kill) jako
- 1991: Gangsterzy (Mobsters) jako Benjamin „Bugsy” Siegel
- 1993: Drapieżne żądze (Tomcat: Dangerous Desires) jako Tom
- 1994: Bolt (wersja DVD – Rebel Run) jako Bolt
- 1995: Albo on, albo my (It Was Him or Us, TV) jako Gene Shepard
- 1995: Okup za nowożeńców (A Vow to Kill, TV) jako Eric
- 1997: Wbrew prawu (Against the Law) jako Rex
- 1998: Odlotowy duet (A Night at the Roxbury) jako Richard Grieco
- 1998: Uwięziona (Captive) jako Joe Goodis
- 1998: Apostata (The Apostate) jako Michael Killan
- 1998: Północ w ogrodzie dobra i zła (Garden of Evil) jako Dean
- 1998: Oszustwo z miłości (Ultimate Deception, TV) jako Bobby Woodkin
- 1999: Niebo albo Vegas (Heaven or Vegas) jako Navy
- 2000: Orient Express, czyli śmierć, oszustwo i przeznaczenie (Death, Deceit and Destiny Aboard the Orient Express) jako Jack Chase
- 2001: Słodka zemsta (Sweet Revenge, TV) jako Frank
- 2005: Kiss Kiss Bang Bang jako aktor filmów klasy B
- 2006: 4 miliony do szczęścia (Forget About It ) jako Anthony Amato
- 2011: Thor wszechmogący (Almighty Thor) jako Loki
- 2013: Ziemska apokalipsa (AE: Apocalypse Earth) jako kpt. Sam Crowe
- 2014: 22 Jump Street jako Dennis Booker (cameo)
- 2015: Cats Dancing on Jupiter jako Derek Stockton

### Seriale TV
- 1986–1987: Tylko jedno życie (One Life to Live) jako Rick Gardner
- 1988–1989: 21 Jump Street jako Detektyw Dennis Booker
- 1989–1990: Booker jako Detektyw Dennis Booker
- 1995: Fantastyczna Czwórka jako Ghost Rider (głos)
- 1995: Marker jako Richard DeMorra
- 1996: Incredible Hulk jako Ghost Rider (głos)
- 2006–2007: Weronika Mars (Veronica Mars) jako Steve Botando
- 2016: U nas w Filadelfii (It’s Always Sunny in Philadelphia) w roli samego siebie

## Dyskografia
- 1994: Waiting for the Sky to Fall (z Dunmore Band)